# Виньоне (Италия)
Виньоне (итал. Vignone) — коммуна в Италии, располагается в регионе Пьемонт, в провинции Вербано-Кузьо-Оссола.
Население составляет 1206 человек (2008 г.), плотность населения составляет 402 чел./км². Занимает площадь 3 км². Почтовый индекс — 28050. Телефонный код — 0323.
Покровителем коммуны почитается святой Мартин Турский, празднование 11 ноября.

## Демография
Динамика населения:

## Администрация коммуны
- Официальный сайт: http://www.comune.vignone.vb.it/